# 狩野甚之丞
狩野 甚之丞（かのう じんのじょう、 天正9年 （1581年）または天正11年（1583年）? - 寛永3年（1626年または寛永5年3月29日（1628年5月3日）?））は、安土桃山時代から江戸時代初期に活躍した狩野派（江戸狩野）の絵師。狩野宗秀の嫡男で、狩野永徳の甥に当たる。幼名は甚吉、号は真説、元秀。

## 伝記

### 生年をめぐる諸説
甚之丞が最初に記録に表れるのは、慶長6年（1601年）11月に父・宗秀が狩野家当主・狩野光信に宛てた遺言状である。そこで宗秀は、「私は病を患い、もはや回復は見込めない。甚吉は年もまいらぬ者だから、万事あなたの良いと思うように引き回してくれて構わない」「どうか甚吉に目を懸けてやって欲しい。末永く良きよう宜しく頼む」と、切々と訴えている。この時甚之丞は数え21歳で、決して幼名で呼ばれる少年ではなかったが、死の床にあった宗秀は息子に目を懸けて欲しい一心でこう綴ったと見られる。ただし、これでは「年のまいらぬ者」という表現と矛盾するとして、多く見積もっても15歳前後だとする見解もある。更に異説として、寛永21年（1644年）に甚之丞の17回忌が営まれていることから2歳若く見積もり、20歳に満たない年齢を一家の頭領としては力不足とする意味に取れば、「年のまいらぬ者」と形容するのも不自然でないとする意見もある。
何れにせよ、光信は宗秀末期の願いを聞き届けた。遺言状に続いて半年後に家老へ送ったと思われる光信の手紙には、「甚吉殿は古法眼（狩野元信）の御跡であるから、代々そなたの家が扱うべき仕事である。甚吉殿は一段と才能があるので、然るべく世話をして欲しい」と綴っている。

### 狩野派の一翼を担う
慶長13年（1608年）には、呂宋国太守（フィリピン総督）宛の返書の下絵を甚丞が描いたと伝わり、『御湯殿上日記』にも同12月8日に「お香包を進上」したと記されている。翌年、甚之丞31歳の時には名古屋城障壁画制作に参加した。この名古屋城の障壁画の中で最も知られた名作である対面所の風俗画や表書院二之間障壁画は甚之丞の作とするのがほぼ定説となっている。元和5年（1619年）内裏女御御所対面所の障壁画制作では、未だ若年の狩野探幽より上位、光信から代わった当主狩野貞信に次ぐ席次で参加した。元和9年（1623年）臨終する間際の貞信に宛てた一族一門の誓約書では狩野長信、探幽に次いで三番目に署名しており、また、若くして死去した宗家当主ののち、当主を誰にするかという一門の話し合いにも発言力を持っていたとされ、甚之丞が名実共に狩野一門内で枢要な位置を占めていたことがわかる。寛永3年（1626年）完成の二条城の障壁画制作でも、No.3の立場で格式の高い勅使之間障壁画を担当している。甚之丞は何時頃かは不明だが法橋位に叙されており、こうした度重なる障壁画制作の褒賞として得たものであろうと推測される。
同年12月25日には江戸にいて以心崇伝に墨跡を届けているがこの直後、14歳の息子と同時に亡くなったという、享年46。しかし、これではあまりに急過ぎるとして、先述の寛永21年3月29日に17回忌が行われたという記録から、寛永5年の同日を没日とする意見もある。戒名は久正院か。

## 甚之丞家のその後
甚之丞には実子が三人いた。長男の左門は前述の通り亡くなり、娘は狩野尚信に嫁いだという。家は次男・岩光が継いだが寛永8年（1631年）に早世し、狩野長信の次男・数馬往信（征信）が養子となって甚之丞の名を継いだ。数馬は若年だったため実父のいる江戸へ下り、寛永18年（1641年）の内裏造営に伴う障壁画制作にも参加するが、21歳で死去した。
弟子に狩野徳庵（得菴）、狩野宝仙など。

## 作品
父宗秀と同じ「元秀」「真設」印を用いたため混同されやすく、どちらの筆か意見が割れる作品もある。光信の様式をよく学び、その繊細さと優美さを深化させた画趣をもつ。垂れた目尻を強調する容貌や、伸び上がるような姿勢の人物表現に個性があり、風俗画に優品を残した。

## 代表作
| 作品名               | 技法         | 形状・員数 | 所有者                     | 年代               | 落款・印章 | 備考 |
| -------------------- | ------------ | ---------- | -------------------------- | ------------------ | ---------- | --- |
| 唐人物図屏風         | 紙本金地著色 | 二曲一隻   | 仁和寺                     | 1613年（慶長18年） |            | 元は禁裏御所障壁画として描かれたもの。画題は不明。                                                                     |
| 柳下高士図襖         | 紙本金地著色 | 襖2面      | 京都国立博物館             | 1619年（元和5年）  |            | 元は円満院宸殿に伝えられた東福門院入内に伴う女御御所御局（権大納言局と呼ばれる筆頭女官が居住した建物）二之間の障壁画。 |
| 社頭風俗図屏風       | 紙本金地著色 | 二曲一隻   | 個人（京都国立博物館保管） |                    |            | |
| 酒仙図屏風           | 紙本金地著色 | 二曲一隻   | 妙心寺隣華院               |                    |            | |
| 帝鑑図屏風           | 紙本金地著色 | 六曲一双   | 個人                       |                    |            | |
| 韃靼人狩猟打毬図屏風 | 紙本金地著色 | 六曲一双   | フリーア美術館             |                    |            | |

## 参考資料
書籍
- 成澤勝嗣 『もっと知りたい 狩野永徳と京狩野』 東京美術<アート・ビギナーズ・コレクション>、2012年、pp.64-65、ISBN 978-4-8087-0886-3

展覧会図録
- 『開館100周年記念特別展覧会 桃山絵画讃歌 黄金のとき ゆめの時代』 京都国立博物館、1997年
- 『特別展覧会 桃山時代の狩野派─永徳の後継者たち─』 京都国立博物館、2015年4月7日

論文
- 松木寛 「狩野甚之丞の生没年（一）（二）」『古美術』第92-93号、三彩社、1989年10-11月号、ISSN 0454-112X
- 五十嵐公一 「狩野甚丞後家の証言」『兵庫県立歴史博物館紀要 塵界』第25号、2014年3月、pp.3-8
- 佐伯英里子 「長安寺所蔵「仏涅槃図」―狩野甚之丞の没年について―」『国華』第1466号、2017年12月20日、pp43-50、ISBN 978-4-02-291466-8